# Matres Onorate
Le Matres Onorate (in inglese Honored Matres) sono un'organizzazione matriarcale della saga di fantascienza di Dune di Frank Herbert. Vengono descritte come un gruppo aggressivo col culto della violenza, del potere personale e della dominazione sessuale degli uomini. Per queste ragioni sono spesso denominate puttane dalle loro principali nemiche, le Bene Gesserit.
Le Matres Onorate fanno la loro prima comparsa ne Gli eretici di Dune (1984) di Frank Herbert e poi in tutto La rifondazione di Dune (1985). Dopo la morte di Frank Herbert il figlio Brian Herbert assieme a Kevin J. Anderson continuarono la serie dopo circa venti anni, e anche in Hunters of Dune (2006) e in Sandworms of Dune (2007) le Matres Onorate sono centrali nella trama dei romanzi.

## Storia
Dopo la morte di Leto II, il Dio Imperatore, milioni di persone emigrarono dal vecchio Impero, in una diaspora chiamata La Dispersione. Le Matres Onorate ebbero origine durante questo periodo da Reverende Madri e Ittiointerpreti. Quando tornarono portarono con loro un'innata violenza; in La rifondazione di Dune viene detto che queste stavano in realtà fuggendo da un nemico sconosciuto proveniente dallo spazio profondo.